# 2024-es cannes-i fesztivál
A 77. cannes-i fesztivált 2024. május 14. és május 25. között rendezték meg a Cannes-i Kongresszusi és Fesztiválpalotában. A rendezvény és a versenyfilm-zsűri elnökének Greta Gerwig amerikai filmrendező-forgatókönyvíró-színésznőt kérték fel, aki a filmes seregszemle történetének 13. női zsűrielnöke volt.  A nyitó- és zárógála házigazdájának szerepét Camille Cottin francia színésznő töltötte be.

## A 2024. évi fesztivál
A fesztivál vezetése a rendezvény időpontját 2023. június 6-án jelentette be.
A hivatalos válogatást 2024. április 11-én ismertették azzal, hogy a listát rendszeresen pontosítják. A rendezvény szervezői előzetesen három nagyjátékfilm világpremierjét jelezték a hivatalos válogatásban. A filmes seregszemle nyitófilmje Quentin Dupieux A második felvonás című filmvígjátéka volt, Léa Seydoux, Vincent Lindon, Louis Garrel és Raphaël Quenard főszereplésével. A hivatalos válogatás versenyen kívüli kategóriájában mutatták be George Miller Furiosa: Történet a Mad Maxből című sci-fi akciófilmjét. Ugyancsak Cannes-ban mutatták be először Kevin Costner negyedik rendezésének, a kétrészes Horizont: Egy amerikai eposz című westernjének első darabját, a főszerepet is játszó színész-rendező mellett olyan művészekkel, mint Jena Malone, Sienna Miller, Sam Worthington, Isabelle Fuhrman és Michael Angarano.
2024. április 24-én közölték a Jeune Cinéma kategória és a rövidfilmek Arany Pálmájáért küzdő versenyfilmek zsűrijének összetételét, amelynek elnöki tisztére Lubna Azabal belga színésznőt kérték fel.
A 77. Cannes-i Fesztivál megnyitó ünnepségének díszvendége Meryl Streep volt. Az amerikai filmművészet ünnepelt alakja ez alkalomból az előadóművészek munkáját elismerő Tiszteletbeli Pálmát vehette át. A fesztivál szervezői 2024. április 9-én jelentették be, hogy ugyancsak Tiszteletbeli Pálmát vehet át a zárórendezvényen George Lucas amerikai filmrendező, forgatókönyvíró, producer, mivel „nevének puszta említésére a Hetedik Művészet egy egész szakasza villan be, és néhány felejthetetlen zenei hang hallható (John Williamstől!). A Csillagok háborúja és az Indiana Jones sorozatoktól elválaszthatatlan George Lucas örökre rangot adott a kasszasiker fogalmának és páratlan élvezet nyújtott a nézőknek világszerte.” A filmfesztivál szintén Arany Pálmával tisztelgett egy filmművészeti legenda előtt: 2024-ben első alkalommal tüntettek ki vele egy kollektívát, a Studio Ghibli japán animációs filmműhelyt, amely „két csodálatos mesemondónak, Mijazaki Hajaonak és Takahata Iszaonak, valamint kultikus karakterek sokaságának köszönhetően felzárkózott a hollywoodi nagyok mellé, új szelet hozva négy évtized alatt az animációs filmek világába”.
Mivel egyre több virtuális valóságban játszódó, interaktív alkotás készül, amelyek többnyire a mesterséges intelligencia (AI) művészeti területében rejlő új lehetőségeket használják fel, a 77. fesztivál szervezői egy újabb szekció létrehozásáról döntöttek, „immerzív verseny” (Compétition immersive) elnevezéssel. Az új verseny a francia Nemzeti Film- és Animált Kép Központ (CNC) támogatásával valósult meg. A szekció kiemelten kezeli az immerzív, kollektív, interaktív narratív alkotásokat, amelyek a virtuális és kiterjesztett valóság technológiai sajátosságait felhasználva új utakat dolgoznak ki arra, hogy egy másik testbe, világba, s korba léphessünk be. 2024-ben egy szakemberekből, valamint a filmfesztivál főmegbízottja köré tömörült fesztiválcsapat tagjaiból álló bizottság nyolc immerzív filmet választott ki a megmérettetésre, amelyek vetítésére 2024. május 15–24. között került sor. A kategória győztes produktumának alkotói a legjobb immerzív mű díját vehették át.
A 77. fesztiválnak a hetedik művészet költői szépségét, hipnotikus varázsát és látszólagos egyszerűségét kifejező plakátján Kuroszava Akira Augusztusi rapszódia (Hacsigacu no kjosikjoku; 八月の狂詩曲) című drámájának egyik lírai jelenete látható. A nagy japán mester ezen utolsó előtti alkotása, amelyet az 1991-es cannes-i filmfesztiválon mutattak be versenyen kívül, az összefogás és mindenben a harmónia keresésének fontosságát hangsúlyozza.

## Zsűri

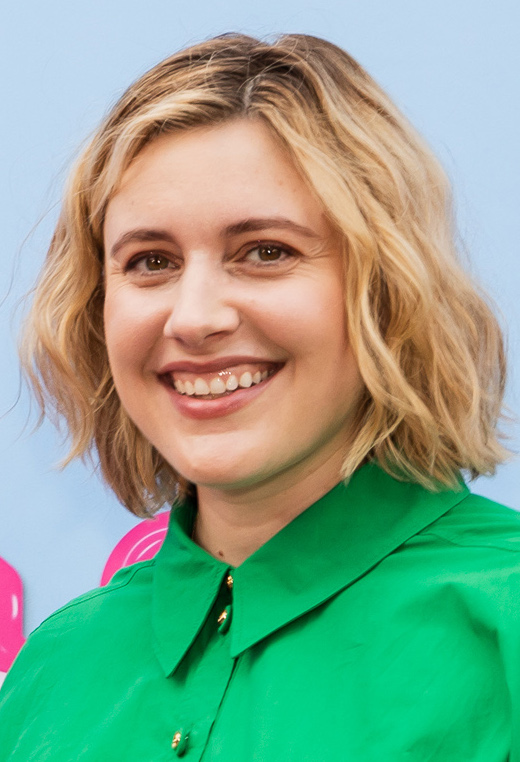
Greta Gerwig, a 77. cannes-i fesztivál nagyjátékfilm-versenyének zsűrielnöke

### Versenyprogram
- Greta Gerwig filmrendező-forgatókönyvíró-színész  Amerikai Egyesült Államok – a zsűri elnöke[2]
- Juan Antonio Bayona filmrendező, forgatókönyvíró, producer  Spanyolország
- Ebru Ceylan forgatókönyvíró  Törökország
- Pierfrancesco Favino színész  Olaszország
- Lily Gladstone színésznő,  Amerikai Egyesült Államok
- Eva Green színésznő  Franciaország
- Koreeda Hirokazu filmrendező  Japán
- Nadine Labaki filmrendező, forgatókönyvíró  Libanon
- Omar Sy színész, producer  Franciaország

### Rövidfilmek és Jeune Cinéma
- Lubna Azabal színésznő  Belgium – a zsűri elnöke
- Marie-Castille Mention-Schaar filmrendező, forgatókönyvíró, producer  Franciaország
- Paolo Moretti filmprogramozási vezető  Olaszország
- Claudine Nougaret producer, filmrendező  Franciaország
- Vladimir Perišić filmrendező, forgatókönyvíró  Szerbia

### Un Certain Regard
- Xavier Dolan színész, filmrendező, producer  Kanada – a zsűri elnöke[15]
- Maïmouna Doucouré filmrendező, forgatókönyvíró  Franciaország /  Szenegál
- Asmae El Moudir filmrendező, forgatókönyvíró, producer  Marokkó
- Vicky Krieps színésznő  Luxemburg
- Todd McCarthy újságíró, filmkritikus  Amerikai Egyesült Államok

### Arany Kamera
- Baloji rapper, filmrendező  Belgium – a zsűri társelnöke
- Emmanuelle Béart színésznő  Franciaország – a zsűri társelnöke
- Pascal Buron, a Groupe TSF igazgatósági tagja  Franciaország
- Nathalie Chifflet újságíró  Franciaország
- Gilles Porte operatőr  Franciaország
- Zoé Wittock filmkészítő  Belgium

### Immerzív alkotások
- Marie Amachoukeli filmrendezőnő, forgatókönyvíró  Franciaország – a zsűri elnöke[13]
- Mathias Chelebourg író, rendező, producer  Franciaország
- Vassiliki Khonsari filmrendezőnő, forgatókönyvíró, producer  Amerikai Egyesült Államok
- Uri Kranot filmrendező  Izrael
- Raqi Syed filmrendezőnő  Új-Zéland /  Amerikai Egyesült Államok

## Hivatalos válogatás

### Nagyjátékfilmek versenye
- All we imagine as light (Minden, ami fénynek tűnik) – rendező: Payal Kapadia
- Anora – rendező: Sean Baker
- Bird – rendező: Andrea Arnold
- Diamant brut (Csiszolatlan gyémánt – rendező: Agathe Riedinger
- Emilia Pérez – rendező: Jacques Audiard
- Feng Liu ji taj (风流一代, Feng Liu yi dai) – rendező: Csia Csang-ko (贾樟柯, Jia Zhangke)
- Grand Tour – rendező: Miguel Gomes
- Kinds of kindness (A kegyelem fajtái) – rendező: Jórgosz Lánthimosz
- L’amour ouf (Dübörgő szívek) – rendező: Gilles Lellouche
- La Plus Précieuse des marchandises (A legértékesebb áru) – rendező: Michel Hazanavicius
- Limonov, The Ballad (Limonov, a ballada) – rendező: Kirill Szerebrennyikov
- Marcello Mio – rendező: Christophe Honoré
- Megalopolis (Megalopolisz) – rendező: Francis Ford Coppola
- Motel Destino – rendező: Karim Aïnouz
- Oh, Canada – rendező: Paul Schrader
- Parthenope (Parthenopé – Nápoly szépe) – rendező: Paolo Sorrentino
- Pigen med nålen Lány a tűvel) – rendező: Magnus von Horn
- The Apprentice (The Apprentice – A Trump-sztori) – rendező: Ali Abbasi
- The Seed of the Sacred Fig (A szent füge magja) – rendező: Mohammad Rasoulof
- The Shrouds – rendező: David Cronenberg
- The Substance (A szer) – rendező: Coralie Fargeat
- Trei kilometri până la capătul lumii (Három kilométer a világ végéig) – rendező: Emanuel Pârvu

### Un certain regard
- Armand – rendező: Halfdan Ullmann Tøndel
- Boku no ohiszama – rendező: Hirosi Okujama
- Kou Csen (勾陣, Gou Zhen) (Fekete kutya) – rendező: Kuan Hu (管虎, Guan Hu)
- L’Histoire de Souleymane – rendező: Boris Lojkine
- Le Procès du chien (Kutyaper) – rendező: Lætitia Dosch
- Le Royaume – rendező: Julien Colonna
- Niki – rendező: Céline Sallette
- Norah – rendező: Tawfik Alzaidi
- On Becoming A Guinea Fowl – rendező: Rungano Nyoni
- Santosh – rendező: Sandhya Suri
- September Says – rendező: Ariane Labed
- Straume (Áradás) – rendező: Gints Zilbalodis
- The Damned – rendező: Roberto Minervini
- The shameless – rendező: Konsztantin Bozsanov
- The Village Next to Paradise – rendező: Mo Harawe
- Viet and Nam – rendező: Truong Minh Quý
- Vingt Dieux ! (Boldogok a sajtkészítők) – rendező: Louise Courvoisier
- When the Light Breaks (Amikor megtörik a fény) – rendező: Rúnar Rúnarsson

### Nagyjátékfilmek versenyen kívül
- Furiosa: A Mad Max Saga (Furiosa: Történet a Mad Maxből) – rendező: George Miller
- Horizon: An American Saga (Horizont: Egy amerikai eposz) – rendező: Kevin Costner
- Le Comte de Monte-Cristo (Monte Cristo grófja) – rendező: Alexandre De La Patellière és Matthieu Delaporte
- Le Deuxième acte (A második felvonás) – rendező: Quentin Dupieux
- Rumours – rendező: Evan és Galen Johnson, Guy Maddin
- She’s got no name (醬園弄) – rendező: Chan Peter Ho-Sun

#### Cannes-i premierek
- C’est pas moi (Ez nem én vagyok) – rendező: Leos Carax
- En fanfare (Váratlan dallamok) – rendező: Emmanuel Courcol
- Everybody loves Touda – rendező: Nabil Ayouch
- Le roman de Jim (Jim története) – rendező: Arnaud és Jean-Marie Larrieu
- Maria – rendező: Jessica Palud
- Miséricorde (Misericordia) – rendező: Alain Guiraudie
- Rendez-vous avec Pol Pot – rendező: Rithy Panh
- Vivre, mourir, renaitre – rendező: Gaël Morel

#### Cannes-i klasszikusok

##### Tiszteletadás
- Bye Bye Brasil – rendező: Carlos Diegues
- Gilda – rendező: Vidor Károly
- Jacques Demy, le rose et le noir – rendező: Florence Platarets
- La Vérité est révolutionnaire – L'Aveu – rendező: Yannick Kergoat
- Law and Order – rendező: Frederick Wiseman
- Les Années déclic – rendező: Raymond Depardon
- Les Parapluies de Cherbourg (Cherbourgi esernyők) – rendező: Jacques Demy
- Paris, Texas (Párizs, Texas) – rendező: Wim Wenders
- Scénarios – rendező: Jean-Luc Godard
- Sicsinin no szamurai; 七人の侍 (A hét szamuráj – rendező: Kuroszava Akira

##### Restaurált kópiák
- Bona – rendező: Lino Brocka
- Camp de Thiaroye – rendező: Ousmane Sembene és Thierno Faty Sow
- Johnny Got His Gun (Johnny háborúba megy) – rendező: Dalton Trumbo
- L'Armée des ombres (Árnyékhadsereg) – rendező: Jean-Pierre Melville
- La Rose de la mer (Tenger rózsája) – rendező: Jacques de Baroncelli
- Manhattan (A tej színe) – rendező: Shyam Benegal
- Napoléon vu par Abel Gance (Napóéeon) – rendező: Abel Gance
- Quatre nuits d'un rêveur (Egy álmodozó négy éjszakája) – rendező: Robert Bresson
- Rosora a la 10 – rendező: Mario Soffici
- Sbatti il mostro in prima pagina (Tedd a szörnyet a címlapra!) – rendező: Marco Bellocchio
- Sanghaj cse je (上海之夜, Shang Hai zhi ye) – rendező: Chöü Hak (徐克, Tsui Hark)
- Tasio – rendező: Montxo Armendáriz
- The Sugarland Express (Sugarlandi hajtóvadászat) – rendező: Steven Spielberg

##### Dokumentumfilmek
- Elizabeth Taylor: The Lost Tapes – rendező: Nanette Burstein
- Faye – rendező: Laurent Bouzereau
- François Truffaut, le scénario de ma vie – rendező: David Teboul
- Il était une fois Michel Legrand – rendező: David Hertzog Dessites
- Jacques Demy, le rose et le noir – rendező: Florence Platarets
- Jacques Rozier, d'une vague à l'autre – rendező: Emmanuel Barnault
- Jim Henson Idea Man – rendező: Ron Howard
- Walking in the Movies ( (Younghwa cheongnyeon dong-ho)) – rendező: Jang Kim (양김, Lyang Kim)

#### Különleges előadások
- An Unfinished Film – rendező: Lou Je (娄烨, Lou Ye)
- Apprendre – rendező: Claire Simon
- Ernest Cole – rendező: Raoul Peck
- La belle de Gaza – rendező: Yolande Zauberman
- L’invasion – rendező: Szergej Loznica
- Le fil – rendező: Daniel Auteuil
- Lula – rendező: Oliver Stone
- Nasty – rendező: Tudor Giurgiu
- Spectateurs – rendező: Arnaud Desplechin

#### Éjféli előadások
- I, The Executioner – rendező: Lju Szungvan (류승완, Ryoo Seung-wan)
- Les Femmes au balcon – rendező: Noémie Merlant
- The Surfer – rendező: Lorcan Finnegan
- Twilight of the Warriors: Walled In – rendező: Soi Cheang

#### Strandmozi
- After Hours (Lidérces órák)  – rendező: Martin Scorsese
- Indigènes (A dicsőség arcai) – rendező: Rachid Bouchareb
- Exils (Száműzetés) – rendező: Tony Gatlif
- Fej jing kaj vak (飛鷹計劃, Fei ying gai wak) (Istenek fegyverzete 2. – A Kondor-akció) – rendező: Jackie Chan
- Gedo szenki (Földtenger varázslója) – rendező: Mijazaki Goró
- Moi aussi – rendező: Judith Godrèche
- My Way – rendező: Lisa Azuelos és Thierry Teston
- Nueve reinas (A kilenc királynő) – rendező: Fabián Bielinsky
- Phantom of the Paradise (A paradicsom fantomja) – rendező: Brian De Palma
- Porco Rosso (Porco Rosso – A mesterpilóta) – rendező: Mijazaki Hajao
- Silex and the City – rendező: Jul
- Slocum et moi – rendező: Jean-François Laguionie
- Transmitzvah – rendező: Daniel Burman
- Trainspotting – rendező: Danny Boyle

#### Vetítés fiatal közönségnek
- Angelo, dans la forêt mystérieuse – rendező: Vincent Paronnaud és Alexis Ducord=== Rövidfilmek versenye ===
- Sauvages – rendező: Claude Barras

### Rövidfilmek versenye
- Across the Waters – rendező: Viv Li
- Amarela – rendező: André Hayato Saito
- Čovjek koji nije mogao šutjeti – rendező: Nebojša Slijepčević
- Les Belles cicatrices – rendező: Raphaël Jouzeau
- Mau por um momento – rendező: Daniel Soares
- Ootidé – rendező: Razumaitė Eglė
- Perfectly a Strangeness – rendező: Alison McAlpine
- Rrugés – rendező: Samir Karahoda
- Sanki Yoxsan – rendező: Azer Guliev
- Tea – rendező: Blake Rice
- Volcelest – rendező: Éric Briche

### Cinéfondation
- Banished Love – rendező: Cung Hsziven (丛希文, Cong Xiwen) (Beijing Film Academy,  Kína)
- Bunnyhood – rendező: Mansi Maheshwari (National Film and Television School,  Egyesült Királyság)
- Crow Man – rendező: Yohann Abdelnour (Académie Libanaise des Beaux-Arts,  Libanon)
- Echoes – rendező: Robinson Drossos (École nationale supérieure des arts décoratifs,  Franciaország)
- Elevacion – rendező: Gabriel Esdras (Universidad de Guadalajara  Mexikó)
- Forest of Echoes – rendező: Yoori Lim (Korea National University of Arts,  Dél-Korea)
- In Spirito – rendező: Nicolo Folin (Centro Sperimentale di Cinematografia,  Olaszország)
- It’s not time for pop – rendező: Amit Vaknon (Tel Aviv University,  Izrael)
- Mauvais coton – rendező: Nicolas Dumaret (La Fémis,  Franciaország)
- Out the Window through the Wall – rendező: Asya Segalovich (Columbia University,  Amerikai Egyesült Államok)
- Plevel – rendező: Pola Kazak (Filmová a televizní fakulta Akademie múzických umění v Praze (FAMU),  Csehország)
- Praeis – rendező: Dovydas Drakšas (The London Film School,  Egyesült Királyság)
- Sunflowers were the First Ones to Know... – rendező: Chidananda S Naik (Film and Television Institute of India (FTII) ,  India)
- Terminal – rendező: East Elliott (New York University,  Amerikai Egyesült Államok)
- The Chaos She Left Behind – rendező: Nikos Kolioukos (Aristotle University of Thessaloniki,  Görögország)
- The Deer’s Tooth – rendező: Saif Hammash (Dar Al-Kalima University College of Arts and Culture  Palesztina)
- Three – rendező: Amie Song (Columbia University,  Amerikai Egyesült Államok)
- Withered Blossoms – rendező: Lionel Seah (Australian Film, Television and Radio School (AFTRS)  Ausztrália)

### Immerzív filmek versenye
- Colored – rendező: Tania de Montaigne, Stéphane Foenkinos és Pierre-Alain Giraud
- En Amour – rendező: Claire Bardainne, Adrien Mondot és Laurent Bardainne
- Evolver – rendező: Barnaby Steel, Ersin Han Ersin és Robin McNicholas
- Human Violins: Prelude[16] – rendező: Ioana Mischie
- Maya: The Birth of a Superhero – rendező: Poulomi Basu és CJ Clarke
- The Roaming – rendező: Mathieu Pradat
- Telos I – rendező: Dorotea Saykaly és Emil Dam Seidel
- Traversing the Mist – rendező: Csou Tung-jen (周東彥, Chou Tung-Yen)

### Immerzív filmek versenyen kívül
- Battlescar – rendező: Martin Allais és Nico Casavecchia
- Emperor – rendező: Marion Burger és Ilan J. Cohen
- Gloomy Eyes – rendező: Fernando Maldonado és Jorge Tereso
- Missing Pictures: Naomi Kawasi – rendező: Clément Deneux
- Notes on Blindness – rendező: Arnaud Colinart, Amaury La Burthe, Peter Middleton és James Spinney
- Spheres – rendező: Eliza McNitt

## Párhuzamos rendezvények

### Kritikusok Hete

#### Nagyjátékfilmek
- Baby – rendező: Marcelo Caetano
- Blue Sun Palace – rendező: Constance Tsang
- Julie zwijgt (Julie hallgat) – rendező: Leonardo Van Dijl
- La Pampa – rendező: Antoine Chevrollier
- Locust – rendező: Keff
- Rafaat einy ll sama (عيني لل سما) – rendező: Nada Riyadh és Ayman El Amir
- Simon de la montaña – rendező: Federico Luis

#### Rövidfilmek
- Alazar – rendező: Beza Hailu Lemma
- A menina e o pote – rendező: Valentina Homem
- As minhas sensações são tudo o que tenho para oferecer – rendező: Isadora Neves Marques
- Αυτο που ζηταμε απο ενα αγαλμα ειναι να μην κινειται – rendező: Daphné Hérétakis
- Ella se queda – rendező: Marinthia Gutiérrez Velazco
- Montsouris – rendező: Guil Sela
- Noksan – rendező: Cem Demirer
- Radikals – rendező: Arvin Belarmino
- Supersilly – rendező: Veronica Martiradonna
- Taniec w narożniku – rendező: Jan Bujnowski

#### Külön előadások
Nagyjátékfilmek
- Animale – rendező: Emma Benestan
- La Mer au loin – rendező: Saïd Hamich Benlarbi
- Les Fantômes – rendező: Jonathan Millet
- Les Reines du drame – rendező: Alexis Langlois

Kisfilmek
- 1996 ou Les malheurs de Solveig – rendező: Lucie Borleteau
- Las novias del sur – rendező: Elena López Riera
- Sannapäiv – rendező: Anna Hints és Tushar Prakash

### Filmkészítők Kéthete

#### Nagyjátékfilmek
- A nyár utolsó napja (Volveréis) – rendező: Jonás Trueba
- A queda do céu – rendező: Eryk Rocha és Gabriela Carneiro da Cunha
- A savana e a montanha – rendező: Pedro Carneiro
- À son image – rendező: Thierry de Peretti
- Algo viejo, algo nuevo, algo prestado – rendező: Hernán Rosselli
- Anzu, a szellemmacska (Bakeneko Andzu-csan) – rendező: Kuno Jóko és Jamasita Nobuhiro
- Eat the Night – rendező: Jonathan Vinel és Caroline Poggi
- Eephus – rendező: Carson Lund
- Egy ausztrál karácsony (Christmas Eve in Miller's Point) – rendező: Tyler Taormina
- Gazer – rendező: Ryan J.Sloan
- Good One – rendező: India Donaldson
- La Prisonnière de Bordeaux – rendező: Patricia Mazuy
- Les Pistolets en plastique – rendező: Jean-Christophe Meurisse
- Los hiperbóreos – rendező: Cristóbal León és Joaquín Cociña
- Ma vie ma gueule – rendező: Sophie Fillières
- Mongrel – rendező: Cseng Vej Liang (曾威量, Chiang Wei Liang) és Jin Ju Csiao (尹又巧, You Qiao Yin)
- Namibia no szabaku – rendező: Jamanaka Jóko
- Sharq 12 – rendező: Hala Elkoussy
- Sister Midnight – rendező: Karan Kandhari
- To a Land Unknown – rendező: Mahdi Fleifel
- Universal Language – rendező: Matthew Rankin

#### Rövid- és középhosszú filmek
- Après le soleil – rendező: Rayane Mcirdi
- Totemo midzsikai – rendező: Jamamura Kódzsi
- Immaculata – rendező: Kim Lêa Sakkal
- Les Météos d'Antoine – rendező: Jules Follet
- Một lần dang dở – rendező: Nguyễn Trung Nghĩa
- Nuestra Sombra – rendező: Agustina Sánchez Gavier
- O jardim em movimento – rendező: Inês Lima
- Very Gentle Work – rendező: Nate Lavey
- Quando a terra foge – rendező: Frederico Lobo

#### Külön előadások
- Histoires d'Amérique – rendező: Chantal Akerman

## Díjak

### Nagyjátékfilmek
- Arany Pálma: Anora – rendező: Sean Baker
- Nagydíj: All we imagine as light (Minden, ami fénynek tűnik) – rendező: Payal Kapadia
- A zsűri díja: Emilia Pérez – rendező: Jacques Audiard
- Legjobb rendezés díja: Miguel Gomes – Grand Tour
- Legjobb női alakítás díja: Adriana Paz, Karla Sofía Gascón, Selena Gomez, Zoë Saldana – Emilia Pérez
- Legjobb férfi alakítás díja: Jesse Plemons – Kinds of Kindness (A kegyelem fajtái)
- Legjobb forgatókönyv díja: Coralie Fargeat – The Substance (A szer)
- A zsűri különdíja: The Seed of the Sacred Fig (A szent füge magja) – rendező: Mohammad Rasoulof

### Un certain regard
- Un certain regard-díj: Kou Csen (勾陣, Gou Zhen) (Fekete kutya) – rendező: Kuan Hu (管虎, Guan Hu)[17]
- A zsűri díja: L’Histoire de Souleymane – rendező: Boris Lojkine
- A legjobb rendezés díja (megosztva):
  - Roberto Minervini – Les Damnés
  - Rungano Nyoni – On Becoming A Guinea Fowl
- A legjobb színésznő díja: Anasuya Sengupta – The shameless
- A legjobb színész díja: Abou Sangaré – L’Histoire de Souleymane
- Az ifjúság díja: Vingt Dieux ! (Boldogok a sajtkészítők) – rendező: Louise Courvoisier
- Külön dicséret: Norah – rendező: Tawfik Alzaidi

### Rövidfilmek
- Arany Pálma (rövidfilm): Čovjek koji nije mogao šutjeti – rendező: Nebojša Slijepčević
- A zsűri külön dicsérete (rövidfilm): Mau por um momento – rendező: Daniel Soares

### Cinéfondation
- A Cinéfondation első díja: Sunflowers were the First Ones to Know... – rendező: Chidananda S Naik[18]
- A Cinéfondation második díja (megosztva):
  - Out the Window through the Wall – rendező: Asya Segalovich
  - The Chaos She Left Behind – rendező: Nikos Kolioukos
- A Cinéfondation harmadik díja: Bunnyhood – rendező: Mansi Maheshwari

### Arany Kamera
- Arany Kamera: Armand – rendező: Halfdan Ullmann Tøndel[19]
- Arany Kamera külön dicséret: Mongrel – rendező: Cseng Vej Liang (曾威量, Chiang Wei Liang) és Jin Ju Csiao (尹又巧, You Qiao Yin)

### Egyéb díjak
- Tiszteletbeli Pálma:
  - George Lucas[10]
  - Meryl Streep[9]
  - Studio Ghibli[11]
- A legjobb immerzív mű díja: Colored – rendező: Tania de Montaigne, Stéphane Foenkinos és Pierre-Alain Giraud[13]
- FIPRESCI-díj:
  - Versenyprogram: The Seed of the Sacred Fig (A szent füge magja) – rendező: Mohammad Rasoulof[20]
  - Un Certain Regard: L’Histoire de Souleymane – rendező: Boris Lojkine
  - Párhuzamos szekciók: Namibia no szabaku – rendező: Jamanaka Jóko [21]
- Technikai-művészi CST-díj: Daria d’Antonio operatőr – Parthenope (Parthenopé – Nápoly szépe)[22]
- Fiatal filmtechnikus nő CST-díja: Evgenia Alexandrova operatőr – Les Femmes au balcon[22]
- Cannes-i Filmzene díj: Clément Ducol zeneszerző és Camille énekes-dalszerző – Emilia Pérez
- Ökumenikus zsűri díja: The Seed of the Sacred Fig (A szent füge magja) – rendező: Mohammad Rasoulof[23]
- Ökumenikus zsűri dicsérete: Nem oszották ki.
- François Chalais-díj: The Seed of the Sacred Fig (A szent füge magja) – rendező: Mohammad Rasoulof[24]
- A polgárság díja: Bird – rendező: Andrea Arnold
- Arany Szem:
  - Ernest Cole – rendező: Raoul Peck [25]
  - Rafaat einy ll sama (رفات عيني لل سما) – rendező: Nada Riyadh és Ayman El Amir [25][26]
- Queer Pálma: Trei kilometri până la capătul lumii (Három kilométer a világ végéig) – rendező: Emanuel Pârvu[27][28]
- Queer Pálma (kisfilm): Las novias del sur – rendező: Elena López Riera [26]
- Chopard Trófea: Sophie Wilde és Mike Faist [29]

## Hírességek
Joe Alwyn, Nikki Amuka-Bird, Tomas Arana, Andrea Arnold, Mamoudou Athie, Daniel Auteuil, Marija Bakalova, Baloji, Tess Barthélemy, Juan Antonio Bayona, Nadège Beausson-Diagne, Bertrand Belin, Marco Bellocchio, Alexander Bertrand, Benjamin Biolay, Cate Blanchett, Noé Boon, Carole Bouquet, Laurent Bouzereau, Frankie Box, Lucas Bravo, Carla Bruni, Jason Buda, Tom Burke, Nicolas Cage, Vincent Cassel, Anthony Cavarello, Susan Chardy, Hong Chau, Soi Cheang, German Cheung, Sanda Codreanu, Grégoire Colin, Robert Connolly, Francis Ford Coppola, Roman Coppola, Costa-Gavras, Kevin Costner, Daniel Craig, David Cronenberg, Willem Dafoe, Charles Dance, Viola Davis, Rossy De Palma, Catherine Deneuve, Matt Dillon, Adam Driver, Faye Dunaway, Kirsten Dunst, Roy Dupuis, Trine Dyrholm, Scott Eastwood, Alejandro Edda, Nathalie Emmanuel, Giancarlo Esposito, Elle Fanning, Pierfrancesco Favino, Mike Figgis, Chloe Fineman, Laurence Fishburne, Marina Foïs, James Franco, Catherine Frot, Isabelle Fuhrman, Charlotte Gainsbourg, Nicole Garcia, Richard Gere, Greta Gerwig, Marie Gillain, Sara Giraudeau, Lily Gladstone, Judith Godrèche, Valeria Golino, Selena Gomez, David Gonzales, Shahana Goswami, Eva Green, Ed Guiney, Alain Guiraudie, Salma Hayek, Chris Hemsworth, Tessa Hoder, Sandrine Holt, Ron Howard, Ella Hunt, Isabelle Huppert, Irène Jacob, Jasmine Jobson, Evan Johnson, Galen Johnson, Barry Keoghan, Abbey Lee Kershaw, Sidse Babett Knudsen, Louis Koo, Diane Kruger, Nadine Labaki, Shia LaBeouf, Raymond Lam, Katherine Langford, Jórgosz Lánthimosz, Terrance Lau, Mélanie Laurent, Charlotte Le Bon, Karim Leklou, Philippine Leroy-Beaulieu, Eva Longoria, Lucky Love, Andrew Lowe, Fabrice Luchini, Guy Maddin, Kasia Malipan, Jena Malone, Rebecca Marder, Cosima Mars, Thomas Martin, Chiara Mastroianni, Julian McMahon, Denis Ménochet, Noémie Merlant, Mijazaki Goró, George Miller, Sienna Miller, Demi Moore, Julianne Moore, Paolo Moretti, Anna Mouglalis, Claudine Nougaret, Carlos O'Connell, Gary Oldman, Liam Dunaway O'Neill, François Ozon, Guy Pearce, Aubrey Plaza, Jesse Plemons, Margaret Qualley, Aisvarja Rai, Édgar Ramírez, Dimitri Rassam, Rolando Ravello, Antoine Reinartz, Renate Reinsve, Franz Rogowski, Justin Rosniak, Kelly Rowland, Stefania Sandrelli, Elizabeth Saunders, Hunter Schafer, Paul Schrader, Richard Sears, Talia Shire, Tomer Sisley, Hugh Skinner, Paolo Sorrentino, Sebastian Stan, Sting, Emma Stone, Oliver Stone, D. B. Sweeney, Omar Sy, Anya Taylor-Joy, Uma Thurman, Justine Triet, Grace Van der Waal, Jon Voight, Naomi Watts, Wim Wenders, Ben Whishaw, Luke Wilson, Souheila Yacoub, Michelle Yeoh, Hans Zimmer